# Ariadna major
Ariadna major là một loài nhện trong họ Segestriidae.
Loài này thuộc chi Ariadna. Ariadna major được Vernon Victor Hickman miêu tả năm 1929.